# Colonna di Giove

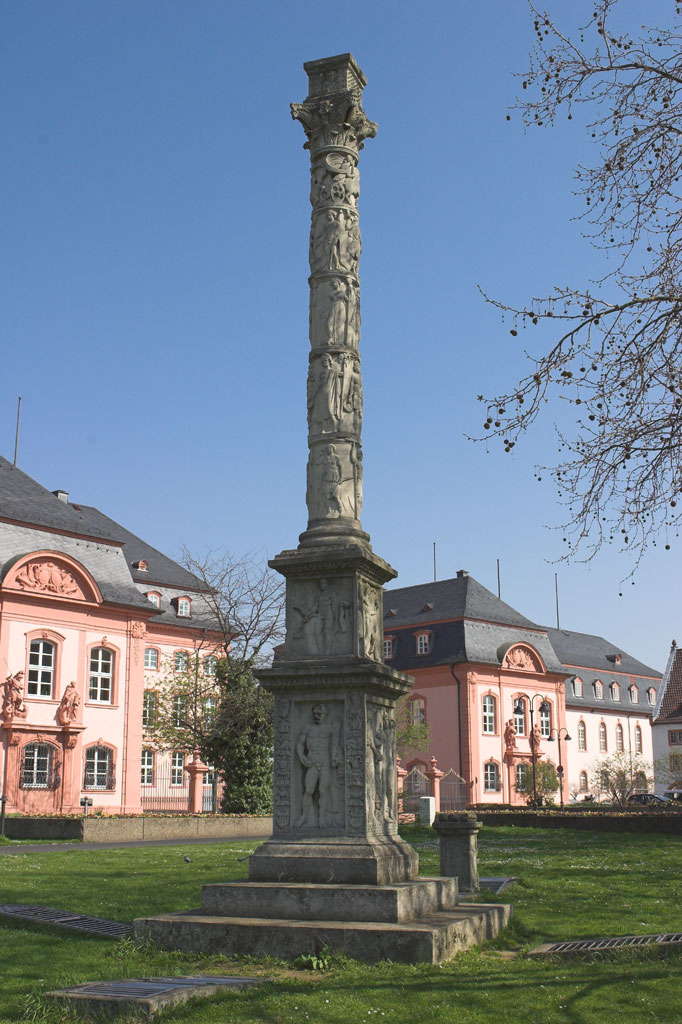
Colonna di Giove fuori Magonza (ricostruzione, l'originale è nel Landesmuseum Mainz)

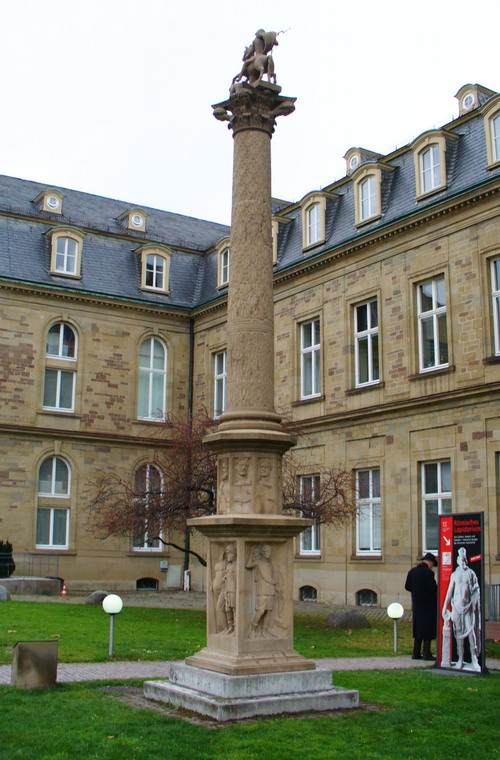
Colonna di Giove nel nuovo palazzo di Stoccarda, ricostruzione della colonna di Hausen an der Zaber

Una colonna di Giove (in tedesco: Jupitergigantensäule o Jupitersäule; Jupiter Column in inglese; Jupitergigantenzuil o Jupiterzuil in olandese) è un monumento archeologico appartenente ad un tipo molto diffuso nella Germania durante la presenza romana. 
Queste colonne esprimevano le credenze religiose del loro tempo. Furono eretti nel II e III secolo dopo Cristo, per lo più in prossimità di insediamenti romani o ville nelle province germaniche. Alcuni esemplari sono stati rinvenuti anche in Gallia e in Gran Bretagna.

## Iconografia
La base dei monumenti era normalmente costituita da un bassorilievo delle quattro divinità, di per sé un tipo di monumento comune, di solito raffigurante Giunone, Minerva, Mercurio ed Ercole. Ciò sosterrebbe un'incisione raffigurante le personificazioni dei sette giorni della settimana, che, a sua volta, sosteneva una colonna o un pilastro, normalmente decorati con un motivo di squame. La colonna era coronata da una statua di Giove, di solito a cavallo, che calpestava un Gigante (solitamente raffigurato come un serpente). In alcuni casi (ad esempio a Walheim), la cima della colonna è decorata con quattro teste, di solito interpretate come raffigurazioni delle quattro parti della giornata (mattina, mezzogiorno, sera e notte). L'altezza totale di una colonna di Giove è normalmente di circa 4 metri, ma alcuni esemplari sono più alti, ad es. un famoso esempio a Mainz con un'altezza di oltre 9 m.
Le colonne nella Germania superiore normalmente raffigurano Giove che sconfigge un Gigante, come descritto sopra, e sono note nella Germania e nei Paesi Bassi di oggi come "Colonne di Giove con Gigante": in tedesco Jupitergigantensäulen ed in olandese come Jupitergigantenzuil. Nella Germania Inferiore, Giove è normalmente raffigurato in trono senza il Gigante; quei monumenti sono oggi comunemente indicati semplicemente come "Colonne di Giove".
Le colonne erano spesso collocati all'interno di un recinto murato e da un altare.
Nessun monumento è sopravvissuto intatto. Sono noti da reperti scavati o dall'uso secondario come spolia, ad es. nelle chiese cristiane. Recentemente, ricostruzioni di alcune colonne di Giove sono state erette in corrispondenza o vicino a dove sono state trovate, ad es. a Ladenburg, Obernburg, Benningen am Neckar, Sinsheim, Stoccarda, Magonza e vicino a Saalburg.
Secondo lo storico Greg Woolf, i pilastri raffigurano la vittoria di Giove Ottimo Massimo sulle forze del chaos, il dio stesso è elevato in alto rispetto agli altri dei e all'umanità, ma strettamente legato a loro. Woolf vede la maggior parte di questi monumenti come dediche individuali.